# Vârful Laița, Munții Făgăraș
Vârful Laita este un vârf montan situat în Masivul Făgăraș, având o altitudine de 2.397 metri.